# Sympistis nigrofasciata
Sympistis nigrofasciata là một loài bướm đêm trong họ Noctuidae.